# El Porvenir, Chapulhuacán
El Porvenir är en ort i Mexiko.   Den ligger i kommunen Chapulhuacán och delstaten Hidalgo, i den sydöstra delen av landet, 190 km norr om huvudstaden Mexico City. El Porvenir ligger 830 meter över havet och antalet invånare är 301.
Terrängen runt El Porvenir är varierad. Runt El Porvenir är det ganska tätbefolkat, med 60 invånare per kvadratkilometer. Närmaste större samhälle är Tamazunchale, 16,3 km nordost om El Porvenir. I omgivningarna runt El Porvenir växer i huvudsak städsegrön lövskog.